# Yoel García
Yoel García Luis (né le 25 novembre 1973 à Nueva Gerona, dans la province de l'Isla de la Juventud) est un athlète cubain spécialiste du triple saut.

## Carrière
Il se distingue durant la saison 1995 en remportant la médaille de bronze des Jeux panaméricains et en établissant peu après la meilleure performance de sa carrière au triple saut avec 17,47 m lors du meeting de Bad Cannstatt. Il prend la cinquième place des Championnats du monde 1995 avec la marque de 17,16 m. 
Le 9 mars 1997, au Palais omnisports de Paris-Bercy, Yoel García remporte le plus grand succès de sa carrière en devenant Champion du monde en salle devant son compatriote Aliecer Urrutia.
Sélectionné pour les Jeux olympiques de 2000, le Cubain monte sur la deuxième marche du podium derrière le Britannique Jonathan Edwards, en égalant son record personnel de 17,47 m. Quatrième des Mondiaux d'Edmonton en 2001, Yoel García met un terme à sa carrière d'athlète à l'issue de la saison 2004.

## Records
- Triple saut en plein air : 17,47 m (1995 et 2000)
- Triple saut en salle : 17,62 m (1997)

## Palmarès
| Date | Compétition                    | Lieu          | Place | Épreuve |
| ---- | ------------------------------ | ------------- | ----- | ------- |
| 1995 | Jeux panaméricains             | Mar del Plata | 3e    | 17,21 m |
| 1995 | Championnats du monde          | Göteborg      | 5e    | 17,16 m |
| 1997 | Championnats du monde en salle | Paris         | 1er   | 17,30 m |
| 2000 | Jeux olympiques                | Sydney        | 2e    | 17,47 m |
| 2001 | Championnats du monde          | Edmonton      | 4e    | 17,40 m |